# Giải bóng đá A1 toàn quốc 1984
Giải bóng đá A1 toàn quốc 1984 là mùa giải thứ 4 của Giải bóng đá A1 toàn quốc, giải đấu bóng đá hạng cao nhất Việt Nam. Giải diễn ra từ ngày 19 tháng 2 đến ngày 1 tháng 5 năm 1984 với 18 đội bóng tham dự.

## Thể thức
Giải đấu bao gồm hai giai đoạn:
- Giai đoạn 1: 18 đội bóng được chia làm 3 bảng 6 đội, thi đấu vòng tròn hai lượt chọn bốn đội dẫn đầu mỗi bảng vào giai đoạn 2 và ba đội xếp cuối 3 bảng vào vòng tranh suất trụ hạng.
- Giai đoạn 2: 12 đội vượt qua giai đoạn 1 tiếp tục được chia làm 2 bảng 6 đội, thi đấu vòng tròn một lượt chọn hai đội đứng đầu mỗi bảng vào bán kết. Hai đội thắng ở bán kết sẽ vào trận chung kết, hai đội thua thi đấu trận tranh hạng ba.[1]

## Giai đoạn 1

### Bảng A
| TT | Đội               | Trận | Thắng | Hòa | Thua | Bàn thắng | Bàn thua | Điểm | Ghi chú             |
| 1  | Quân khu 3        | 10   | 5     | 4   | 1    | 10        | 5        | 14   | Lọt vào giai đoạn 2 |
| 2  | Công an Hà Nội    | 10   | 3     | 5   | 2    | 12        | 11       | 11   | Lọt vào giai đoạn 2 |
| 3  | Cảng Hải Phòng    | 10   | 4     | 3   | 3    | 10        | 9        | 11   | Lọt vào giai đoạn 2 |
| 4  | Cảng Sài Gòn      | 10   | 4     | 2   | 4    | 19        | 16       | 10   | Lọt vào giai đoạn 2 |
| 5  | Quảng Nam-Đà Nẵng | 10   | 2     | 6   | 2    | 6         | 7        | 10   |                     |
| 6  | Dệt Nam Định      | 10   | 1     | 2   | 7    | 6         | 15       | 4    | Tranh suất trụ hạng |

| Lượt đi | Lượt đi | Lượt đi | Trận              | Trận | Trận              | Lượt về | Lượt về | Lượt về |
| ------- | ------- | ------- | ----------------- | ---- | ----------------- | ------- | ------- | ------- |
| Ngày    | Sân     | Tỷ số   | Đội               |      | Đội               | Tỷ số   | Sân     | Ngày    |
| Vòng 1  |         | 0-2     | Cảng Hải Phòng    | -    | Cảng Sài Gòn      | 2-1     |         | Vòng 6  |
| Vòng 1  |         | 1-2     | Dệt Nam Định      | -    | Công an Hà Nội    | 0-1     |         | Vòng 6  |
| Vòng 1  |         | 0-0     | Quảng Nam-Đà Nẵng | -    | Quân khu 3        | 0-0     |         | Vòng 6  |
| Vòng 2  |         | 1-0     | Dệt Nam Định      | -    | Cảng Hải Phòng    | 0-1     |         | Vòng 7  |
| Vòng 2  |         | 2-1     | Quân khu 3        | -    | Cảng Sài Gòn      | 1-0     |         | Vòng 7  |
| Vòng 2  |         | 0-0     | Công an Hà Nội    | -    | Quảng Nam-Đà Nẵng | 1-0     |         | Vòng 7  |
| Vòng 3  |         | 2-2     | Dệt Nam Định      | -    | Cảng Sài Gòn      | 2-4     |         | Vòng 8  |
| Vòng 3  |         | 0-0     | Cảng Hải Phòng    | -    | Quảng Nam-Đà Nẵng | 1-1     |         | Vòng 8  |
| Vòng 3  |         | 1-1     | Quân khu 3        | -    | Công an Hà Nội    | 1-1     |         | Vòng 8  |
| Vòng 4  |         | 0-1     | Dệt Nam Định      | -    | Quảng Nam-Đà Nẵng | 0-0     |         | Vòng 9  |
| Vòng 4  |         | 1-0     | Cảng Sài Gòn      | -    | Công an Hà Nội    | 3-3     |         | Vòng 9  |
| Vòng 4  |         | 0-1     | Cảng Hải Phòng    | -    | Quân khu 3        | 2-0     |         | Vòng 9  |
| Vòng 5  |         | 0-2     | Dệt Nam Định      | -    | Quân khu 3        | 0-2     |         | Vòng 10 |
| Vòng 5  |         | 0-1     | Công an Hà Nội    | -    | Cảng Hải Phòng    | 3-3     |         | Vòng 10 |
| Vòng 5  |         | 2-4     | Quảng Nam-Đà Nẵng | -    | Cảng Sài Gòn      | 2-1     |         | Vòng 10 |

### Bảng B
| TT | Đội                                  | Trận | Thắng | Hòa | Thua | Bàn thắng | Bàn thua | Điểm | Ghi chú             |
| 1  | Câu lạc bộ Quân đội                  | 10   | 3     | 5   | 2    | 16        | 11       | 11   | Lọt vào giai đoạn 2 |
| 2  | Công nhân Xây dựng Hà Nội            | 10   | 2     | 7   | 1    | 14        | 13       | 11   | Lọt vào giai đoạn 2 |
| 3  | Sở Công nghiệp Thành phố Hồ Chí Minh | 10   | 3     | 5   | 2    | 12        | 11       | 11   | Lọt vào giai đoạn 2 |
| 4  | Công nhân Nghĩa Bình                 | 10   | 3     | 4   | 3    | 11        | 13       | 10   | Lọt vào giai đoạn 2 |
| 5  | Than Quảng Ninh                      | 10   | 2     | 5   | 3    | 11        | 11       | 9    |                     |
| 6  | An Giang                             | 10   | 3     | 2   | 5    | 12        | 17       | 8    | Tranh suất trụ hạng |

| Lượt đi | Lượt đi | Lượt đi | Trận                                 | Trận | Trận                                 | Lượt về | Lượt về | Lượt về |
| ------- | ------- | ------- | ------------------------------------ | ---- | ------------------------------------ | ------- | ------- | ------- |
| Ngày    | Sân     | Tỷ số   | Đội                                  |      | Đội                                  | Tỷ số   | Sân     | Ngày    |
| Vòng 1  |         | 1-0     | Công nhân Xây dựng Hà Nội            | -    | Than Quảng Ninh                      | 1-1     |         | Vòng 6  |
| Vòng 1  |         | 0-1     | Công nhân Nghĩa Bình                 | -    | An Giang                             | 3-1     |         | Vòng 6  |
| Vòng 1  |         | 1-1     | Sở Công nghiệp Thành phố Hồ Chí Minh | -    | Câu lạc bộ Quân đội                  | 0-0     |         | Vòng 6  |
| Vòng 2  |         | 2-2     | Công nhân Xây dựng Hà Nội            | -    | An Giang                             | 2-2     |         | Vòng 7  |
| Vòng 2  |         | 0-1     | Than Quảng Ninh                      | -    | Câu lạc bộ Quân đội                  | 1-1     |         | Vòng 7  |
| Vòng 2  |         | 1-0     | Công nhân Nghĩa Binh                 | -    | Sở Công nghiệp Thành phố Hồ Chí Minh | 1-1     |         | Vòng 7  |
| Vòng 3  |         | 2-2     | Công nhân Xây dựng Hà Nội            | -    | Câu lạc bộ Quân đội                  | 1-1     |         | Vòng 8  |
| Vòng 3  |         | 1-2     | An Giang                             | -    | Sở Công nghiệp Thành phố Hồ Chí Minh | 0-1     |         | Vòng 8  |
| Vòng 3  |         | 3-1     | Than Quảng Ninh                      | -    | Công nhân Nghĩa Bình                 | 0-0     |         | Vòng 8  |
| Vòng 4  |         | 1-0     | Công nhân Xây dựng Hà Nội            | -    | Sở Công nghiệp Thành phố Hồ Chí Minh | 1-2     |         | Vòng 9  |
| Vòng 4  |         | 1-2     | Câu lạc bộ Quân đội                  | -    | Công nhân Nghĩa Bình                 | 3-0     |         | Vòng 9  |
| Vòng 4  |         | 0-1     | An Giang                             | -    | Than Quảng Ninh                      | 1-0     |         | Vòng 9  |
| Vòng 5  |         | 1-1     | Công nhân Xây dựng Hà Nội            | -    | Công nhân Nghĩa Bình                 | 2-2     |         | Vòng 10 |
| Vòng 5  |         | 4-4     | Sở Công nghiệp Thành phố Hồ Chí Minh | -    | Than Quảng Ninh                      | 1-1     |         | Vòng 10 |
| Vòng 5  |         | 1-2     | Câu lạc bộ Quân đội                  | -    | An Giang                             | 5-2     |         | Vòng 10 |

### Bảng C
| TT | Đội                     | Trận | Thắng | Hòa | Thua | Bàn thắng | Bàn thua | Điểm | Ghi chú             |
| 1  | Hải Quan                | 10   | 6     | 2   | 2    | 20        | 10       | 14   | Lọt vào giai đoạn 2 |
| 2  | Công nghiệp Hà Nam Ninh | 10   | 4     | 3   | 3    | 15        | 15       | 11   | Lọt vào giai đoạn 2 |
| 3  | Tổng cục Đường sắt      | 10   | 3     | 4   | 3    | 18        | 15       | 10   | Lọt vào giai đoạn 2 |
| 4  | Phòng không             | 10   | 3     | 4   | 3    | 13        | 15       | 10   | Lọt vào giai đoạn 2 |
| 5  | Quân khu Thủ đô         | 10   | 3     | 2   | 5    | 11        | 15       | 8    |                     |
| 6  | Phú Khánh               | 10   | 2     | 3   | 5    | 10        | 17       | 7    | Tranh suất trụ hạng |

| Lượt đi | Lượt đi | Lượt đi | Trận                    | Trận | Trận                    | Lượt về | Lượt về | Lượt về |
| ------- | ------- | ------- | ----------------------- | ---- | ----------------------- | ------- | ------- | ------- |
| Ngày    | Sân     | Tỷ số   | Đội                     |      | Đội                     | Tỷ số   | Sân     | Ngày    |
| Vòng 1  |         | 1-4     | Phú Khánh               | -    | Tổng cục Đường sắt      | 2-2     |         | Vòng 6  |
| Vòng 1  |         | 1-2     | Phòng không             | -    | Quân khu Thủ đô         | 2-1     |         | Vòng 6  |
| Vòng 1  |         | 1-3     | Công nghiệp Hà Nam Ninh | -    | Hải Quan                | 0-1     |         | Vòng 6  |
| Vòng 2  |         | 0-1     | Phú Khánh               | -    | Quân khu Thủ đô         | 1-1     |         | Vòng 7  |
| Vòng 2  |         | 2-3     | Tổng cục Đường sắt      | -    | Hải Quan                | 1-1     |         | Vòng 7  |
| Vòng 2  |         | 2-2     | Phòng không             | -    | Công nghiệp Hà Nam Ninh | 2-2     |         | Vòng 7  |
| Vòng 3  |         | 0-3     | Phú Khánh               | -    | Hải Quan                | 2-1     |         | Vòng 8  |
| Vòng 3  |         | 0-2     | Quân khu Thủ đô         | -    | Công nghiệp Hà Nam Ninh | 1-2     |         | Vòng 8  |
| Vòng 3  |         | 0-0     | Tổng cục Đường sắt      | -    | Phòng không             | 2-3     |         | Vòng 8  |
| Vòng 4  |         | 1-2     | Phú Khánh               | -    | Công nghiệp Hà Nam Ninh | 1-2     |         | Vòng 9  |
| Vòng 4  |         | 0-1     | Hải Quan                | -    | Phòng không             | 4-1     |         | Vòng 9  |
| Vòng 4  |         | 2-3     | Quân khu Thủ đô         | -    | Tổng cục Đường sắt      | 1-0     |         | Vòng 9  |
| Vòng 5  |         | 1-0     | Phú Khánh               | -    | Phòng không             | 1-1     |         | Vòng 10 |
| Vòng 5  |         | 2-2     | Công nghiệp Hà Nam Ninh | -    | Tổng cục Đường sắt      | 0-2     |         | Vòng 10 |
| Vòng 5  |         | 3-1     | Hải Quan                | -    | Quân khu Thủ đô         | 1-1     |         | Vòng 10 |

## Giai đoạn 2

### Nhóm 1
| TT | Đội                                  | Trận | Thắng | Thua | Bàn thắng | Bàn thua | Điểm | Ghi chú         |
| 1  | Tổng cục Đường sắt                   | 5    | 4     | 1    | 10        | 6        | 8    | Lọt vào bán kết |
| 2  | Sở Công nghiệp Thành phố Hồ Chí Minh | 5    | 4     | 1    | 9         | 5        | 8    | Lọt vào bán kết |
| 3  | Công nghiệp Hà Nam Ninh              | 5    | 4     | 1    | 12        | 11       | 8    |                 |
| 4  | Công nhân Xây dựng Hà Nội            | 5    | 2     | 3    | 6         | 8        | 4    |                 |
| 5  | Cảng Sài Gòn                         | 5    | 1     | 4    | 10        | 9        | 2    |                 |
| 6  | Quân khu 3                           | 5    | 0     | 5    | 3         | 11       | 0    |                 |

| Ngày   | Sân | Đội                                  | Tỷ số             | Đội                                  |
| Vòng 1 |     | Sở Công nghiệp Thành phố Hồ Chí Minh | 1-0               | Cảng Sài Gòn                         |
| Vòng 1 |     | Tổng cục Đường sắt                   | 2-0               | Công nhân Xây dựng Hà Nội            |
| Vòng 1 |     | Công nghiệp Hà Nam Ninh              | 4-2               | Quân khu 3                           |
| Vòng 2 |     | Tổng cục Đường sắt                   | 3-1               | Công nghiệp Hà Nam Ninh              |
| Vòng 2 |     | Sở Công nghiệp Thành phố Hồ Chí Minh | 1-0               | Quân khu 3                           |
| Vòng 2 |     | Công nhân Xây dựng Hà Nội            | 2-2 (*), 7-7(11m) | Cảng Sài Gòn                         |
| Vòng 3 |     | Tổng cục Đường sắt                   | 2-0               | Quân khu 3                           |
| Vòng 3 |     | Sở Công nghiệp Thành phố Hồ Chí Minh | 2-2, 5-3(11m)     | Công nghiệp Xây dựng Hà Nội          |
| Vòng 3 |     | Công nghiệp Hà Nam Ninh              | 3-3, 2-1(11m)     | Cảng Sài Gòn                         |
| Vòng 4 |     | Công nghiệp Xây dựng Hà Nội          | 1-0               | Quân khu 3                           |
| Vòng 4 |     | Tổng cục Đường sắt                   | 2-2, 1-0(11m)     | Cảng Sài Gòn                         |
| Vòng 4 |     | Công nghiệp Hà Nam Ninh              | 2-2, 4-3(11m)     | Sở Công nghiệp Thành phố Hồ Chí Minh |
| Vòng 5 |     | Sở Công nghiệp Thành phố Hồ Chí Minh | 3-1               | Tổng cục Đường sắt                   |
| Vòng 5 |     | Cảng Sài Gòn                         | 3-1               | Quân khu 3                           |
| Vòng 5 |     | Công nghiệp Xây dựng Hà Nội          | 1-2               | Công nghiệp Hà Nam Ninh              |

(*) - Công nhân Xây dựng Hà Nội thắng trong loạt đá luân lưu 11m

### Nhóm 2
| TT | Đội                  | Trận | Thắng | Thua | Bàn thắng | Bàn thua | Điểm | Ghi chú         |
| 1  | Câu lạc bộ Quân đội  | 5    | 4     | 1    | 13        | 5        | 8    | Lọt vào bán kết |
| 2  | Công an Hà Nội       | 5    | 4     | 1    | 9         | 4        | 8    | Lọt vào bán kết |
| 3  | Phòng không          | 5    | 3     | 2    | 5         | 8        | 6    |                 |
| 4  | Cảng Hải Phòng       | 5    | 2     | 3    | 4         | 5        | 4    |                 |
| 5  | Hải Quan             | 5    | 1     | 4    | 6         | 6        | 2    |                 |
| 6  | Công nhân Nghĩa Bình | 5    | 1     | 4    | 5         | 14       | 2    |                 |

| Ngày   | Sân | Đội                  | Tỷ số         | Đội                  |
| Vòng 1 |     | Cảng Hải Phòng       | 1-0           | Hải Quan             |
| Vòng 1 |     | Câu lạc bộ Quân đội  | 2-0           | Phòng không          |
| Vòng 1 |     | Công an Hà Nội       | 2-0           | Công nhân Nghĩa Bình |
| Vòng 2 |     | Công an Hà Nội       | 3-1           | Câu lạc bộ Quân đội  |
| Vòng 2 |     | Công nhân Nghĩa Bình | 2-1           | Hải Quan             |
| Vòng 2 |     | Phòng không          | 0-0, 4-1(11m) | Cảng Hải Phòng       |
| Vòng 3 |     | Công an Hà Nội       | 2-0           | Cảng Hải Phòng       |
| Vòng 3 |     | Câu lạc bộ Quân đội  | 6-1           | Công nhân Nghĩa Bình |
| Vòng 3 |     | Hải Quan             | 4-0           | Phòng không          |
| Vòng 4 |     | Phòng không          | 3-1           | Công nhân Nghĩa Bình |
| Vòng 4 |     | Công an Hà Nội       | 1-1, 5-4(11m) | Hải Quan             |
| Vòng 4 |     | Câu lạc bộ Quân đội  | 2-1           | Cảng Hải Phòng       |
| Vòng 5 |     | Công an Hà Nội       | 1-2           | Phòng không          |
| Vòng 5 |     | Câu lạc bộ Quân đội  | 2-0           | Hải Quan             |
| Vòng 5 |     | Công nhân Nghĩa Bình | 1-2           | Cảng Hải Phòng       |

## Tranh suất trụ hạng
Ba đội xếp cuối ba bảng từ giai đoạn 1 sẽ thi đấu với nhau theo thể thức vòng tròn một lượt. Đội nhiều điểm nhất sẽ trụ hạng, hai đội còn lại xuống thi đấu tại giải A2.
| TT | Đội          | Trận | Thắng | Thua | Bàn thắng | Bàn thua | Điểm | Ghi chú       |
| 1  | Phú Khánh    | 2    | 2     | 0    | 2         | 1        | 4    |               |
| 2  | An Giang     | 2    | 1     | 1    | 4         | 2        | 2    | Xuống hạng A2 |
| 3  | Dệt Nam Định | 2    | 0     | 2    | 3         | 6        | 0    | Xuống hạng A2 |

| Ngày | Sân | Đội       | Tỷ số          | Đội          |
|      |     | Phú Khánh | 2-1            | Dệt Nam Định |
|      |     | An Giang  | 4-2            | Dệt Nam Định |
|      |     | Phú Khánh | 0-0, 6-5 (11m) | An Giang     |

## Bán kết
| Công an Hà Nội | 1-0 | Tổng cục Đường sắt |

| Câu lạc bộ Quân đội | 3-2 | Sở Công nghiệp Thành phố Hồ Chí Minh |

## Tranh hạng ba
| Sở Công nghiệp Thành phố Hồ Chí Minh | 4-1 | Tổng cục Đường sắt |

## Chung kết
| Công an Hà Nội | 2-1 | Câu lạc bộ Quân đội |

| Giải bóng đá A1 toàn quốc lần thứ IV |
| ------------------------------------ |
| Công an Hà Nội Vô địch lần thứ nhất  |